# Rafael Albrecht
José Rafael Albrecht (San Miguel de Tucumán, 23 agosto 1941 – Buenos Aires, 3 maggio 2021) è stato un calciatore argentino, di ruolo difensore. In 506 partite da professionista ha segnato 95 reti, classificandosi così al settimo posto tra i difensori più prolifici secondo l'IFFHS.
Albrecht è morto il 3 maggio 2021  all'età di 79 anni per complicazioni da COVID-19.

## Caratteristiche tecniche
Giocava come difensore, ma aveva una spiccata propensione al gol, che realizzava prevalentemente su calcio di rigore.

## Carriera

### Club
Debuttò a livello professionistico nel 1960 con la maglia dell'Estudiantes di La Plata, da cui si separò due anni dopo per trasferirsi al San Lorenzo. Proprio in questa compagine vinse il suo primo titolo, il Metropolitano 1968, peraltro non patendo alcuna sconfitta, nella squadra che in quell'epoca era soprannominata Los Matadores. Nel 1970 si trasferì in Messico, al Club León, dopo aver accumulato oltre 200 presenze con la maglia del San Lorenzo. Con la squadra messicana visse un altro periodo positivo, aggiudicandosi per due volte la Copa México, la coppa nazionale, e il Campeón de Campeones, ovverosia la supercoppa. Terminò la carriera agonistica nel 1978, dopo aver passato le precedenti stagioni all'Atlas di Guadalajara.

### Nazionale
Con la nazionale argentina giocò dal 1961 al 1969 in trentanove occasioni, andando a segno per tre volte. Partecipò a due mondiali, Cile 1962 e Inghilterra 1966.

## Palmarès

### Club

#### Competizioni nazionali
- Campionato argentino: 1

San Lorenzo: Metropolitano 1968
- Coppa del Messico: 2

León: 1970-1971, 1971-1972
- Campeón de Campeones: 2

León: 1970-1971, 1971-1972